# Euphumosia elegantina
Euphumosia elegantina är en tvåvingeart som beskrevs av James 1971. Euphumosia elegantina ingår i släktet Euphumosia och familjen spyflugor. Inga underarter finns listade i Catalogue of Life.